# Zbiroh
Zbiroh (auch Sbirow, Sbyrow, castrum Sbyroh, Swiroho, Sbyeroh, Zbirow, Zbirov) ist eine Stadt im Pilsner Kreis in Tschechien.

## Lage
Die Stadt erstreckt sich auf einer Meereshöhe von 452 m ü. M. am östlichen Hang des Schloßberges (546 m ü. M.). Durch die Stadt führt die Grenze des UNESCO-Biosphärenreservats Křivoklátsko. Der Zbiroh Bach windet sich vom Cekovský Teich den Hang entlang in Richtung Berounka.

## Geschichte
Die ursprüngliche Siedlung befand sich vermutlich im Wald oberhalb der Franzburg, die im 14. Jahrhundert verschwunden ist und von der nur noch wenige Mauerreste übrig geblieben sind. 1330 wird erstmals in Urkunden des Klosters Plasy die Festung Sbyrow erwähnt, die sich in der Nähe des Čapský-Teiches befand und dem Adeligen Sulislavec Chřen de Sbirova gehörte. 1238 gehörte das Dorf den Herren von Drslawitz. Der Sohn des Břetislav, Landesrichter Děpolt, versah die Burg mit festen Mauern und Basteien. Seine Nachkommen bezeichnen sich dann als Herren von Riesenburg. Ende des 13. Jahrhunderts gehörte die Burg den Zajic von Waldeck. Nach 1327 folgten als Besitzer die böhmischen Könige aus dem Geschlecht der Luxemburger, Johann von Luxemburg und Kaiser Karl IV. 1366 gingen die Ländereien in die Hände der Rosenberger über.
Die Hussitenkriege gingen an der Burg vorbei, ohne dass es zu größeren Schäden kam. 1422 verpachtete Ulrich II. von Rosenberg die Gebiete an Zdeniek von Rožmitál, der es als Burggraf verwaltete. 1433 verkaufte Ulrich die Burg an König Sigismund, der sie gleich darauf seinen Gläubigern Cappleri de Sulewicz und Václav Hájek von Hodětín überließ. Nach der Tilgung der Schulden kamen die Ländereien in die Hände des Geschlechts Kolowrat.
Diese bauten eine Kapelle, in der am 29. August 1469 der Bann über den böhmischen König Georg von Podiebrad ausgerufen wurde. Durch seine Teilnahme an Schlachten verschuldete er sich derart, dass er die Burg seinen Schwagern Jaroslav und Zdeslav von Sternberg verkaufen musste. Zu Beginn des 16. Jh. folgten die Herren von Lobkowitz, die weitere einhundert Jahre hier herrschten. Zum großen Aufschwung kam es in der Stadt vor allem unter der Regentschaft des Ladislaus von Lobkowitz, einem hohen Beamten der königlichen Kammer. 1594 beteiligte er sich am geplanten Aufstand gegen Rudolf II. Die Verschwörung flog auf und die Teilnehmer wurden hart bestraft. Ladislaus konnte emigrieren und Zbiroh fiel an die Krone.
Nach der Schlacht am Weißen Berg wurden hier zahlreiche Teilnehmer des Aufstandes inhaftiert, darunter auch Wilhelm von Lobkowicz. Der nachfolgende Dreißigjährige Krieg verursachte ebenso große Schäden wie in großen Teilen des Landes. 1634 brannten die Schweden die Stadt nieder. Die Burg wurde 1639 erobert und zerstört.
In der Zeit nach dem Krieg (1671–1691) herrschte Not und Gewaltherrschaft unter Hauptmann Sigismund (Sigmund) Ignác de Bois. Das Schloss verfiel, der Besitzer verschuldete sich und das Schloss wurde 1700 an František Přehořovský z Kasejovic verpfändet, 1710 kam Adam von Liechtenstein, der es bis 1723 besaß. Später kam das Städtchen unter die Verwaltung von Pibrans, die vor allem am Holz aus hiesigen Wäldern für ihre Bergwerke interessiert war.
1868 gehörte die Herrschaft den Bankiers Simundt und Kirchmayer, die es jedoch im gleichen Jahr für 10 Millionen Gulden an den preußischen Unternehmer Bethel Henry Strousberg verkauften. Dieser baute 1870 das Schloss zu einem prunkvollen Sitz aus. Für den Park erwarb er vom Königreich Preußen den Maurischen Kiosk, der auf der Pariser Weltausstellung von 1867 gezeigt worden war (und den nach Strousbergs Tod der bayerische König Ludwig II. für den Park von Schloss Linderhof erwarb). Im Dorf wollte Strousberg ein Stahlwerk errichten. Seine Pläne fanden jäh ein Ende, als es in Wien 1873 zu einem Börsenkrach kam. Endgültiges Ende fanden seine Pläne zwei Jahre später, als sein Vermögen beschlagnahmt und versteigert wurde.
1879 erwarb Fürst Josef Franz de Paula Hieronymus von Colloredo-Waldsee-Mels die Ländereien. Dieses Geschlecht bewohnte von 1913 bis zu Beginn des Zweiten Weltkrieges dauernd das Schloss. Nach der Besetzung der Resttschechei während des Protektorat Böhmen und Mähren wohnten hier deutsche Militäreinheiten. 1945 wurde das Schloss vom Tschechoslowakischen Staat konfisziert und 1990 der Familie rückübereignet. Diese verkaufte das Schloss wieder an den tschechischen Staat.

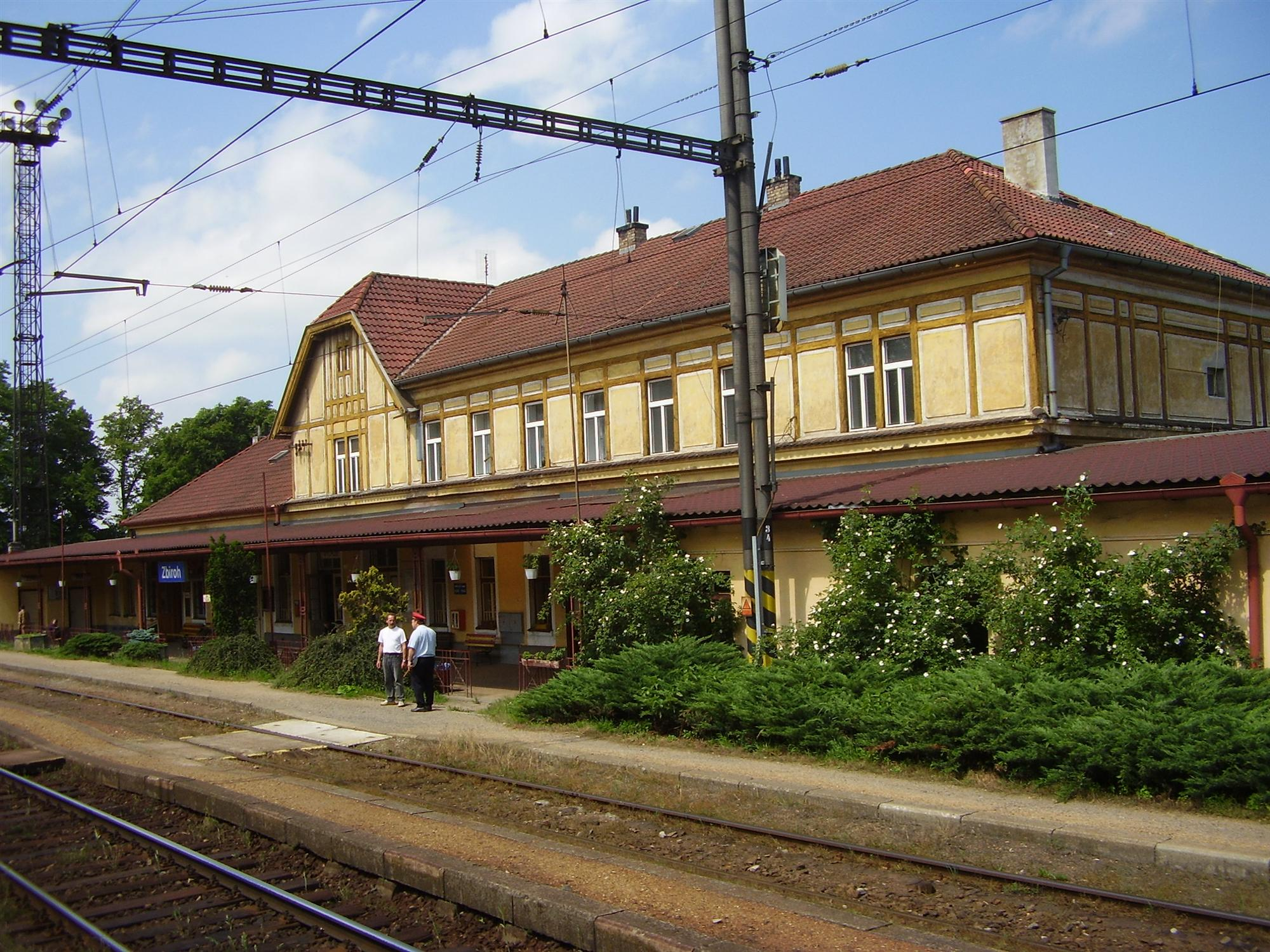
Bahnhof

Das Leben im Ort selbst war immer eng mit dem Geschehen auf der Burg und dem Schloss verbunden. 1369 erfolgte die Erhebung zum Marktflecken, mit dem Recht, Bier zu brauen, Märkte zu veranstalten, und weiteren Rechten. 1897 ernannte Kaiser Franz Josef I. Zbiroh zur Stadt.
Die Menschen lebten meist von Land- und Forstwirtschaft sowie von den ansässigen Eisenwerken. 1421 plünderten die Hussiten unter Jan Žižka die Stadt. 1634 brannten Armeen des schwedischen Generals Johan Banér die gesamte Stadt nieder, auch die alte Bibliothek der Rosenberger fiel dem Brand zum Opfer. 1652 wurde die erste Schule erwähnt, gelehrt wurde in der Pfarrei, erst 1667 erfolgte der Bau eines Schulgebäudes aus Holz, 1734 eines Gebäudes aus Stein.
1801 wurde mit dem Bau des Hochofens Franz begonnen, benannt nach dem Kaiser Franz II. Dieser Hochofen war bis 1875 in Betrieb. 1850 wurde nach Ende der Erbuntertänigkeit ein Bezirksgericht eingerichtet, 1855 ein Bezirksamt mit eigener Gerichtsbarkeit und politischer Entscheidungsfreiheit. 1896 erfolgte der Anschluss an den politischen Bezirk Rokitzan.
In der zweiten Hälfte des 19. Jahrhunderts kam es zu zahlreichen Gründungen von Vereinen und kleineren Betrieben.

## Persönlichkeiten
- Benignus Sychrovský (1675–1737), Provinzial der Augustiner, beteiligt an der Heiligsprechung des Johann von Nepomuk
- Jiří Lhotský (1709–1758), Professor am Jesuitenkolleg in den Fächern Moraltheologie, Kanonisches Recht und Bibelinterpretation
- Josef Václav Sládek (1845–1912), Dichter und Übersetzer, Redakteur der Zeitschrift Lumír, Lyriker
- Antonín Jaroslav Klose (1861–1906), Dichter und Lyriker
- Josef Merhaut (1863–1907), Redakteur und Schriftsteller, Theaterkritiker
- Hans Berckemeyer (1873–1957), Jurist im Bergbau
- Karel Vokáč (1903–1944), Lehrer, Dichter meditativer Lyrik, Widerstandskämpfer, 1944 in Prag hingerichtet
- Jiří Mucha (1915–1991), Journalist und Schriftsteller
- Antonín Lego (1801–1878), Pädagoge und Komponist

## Sehenswürdigkeiten

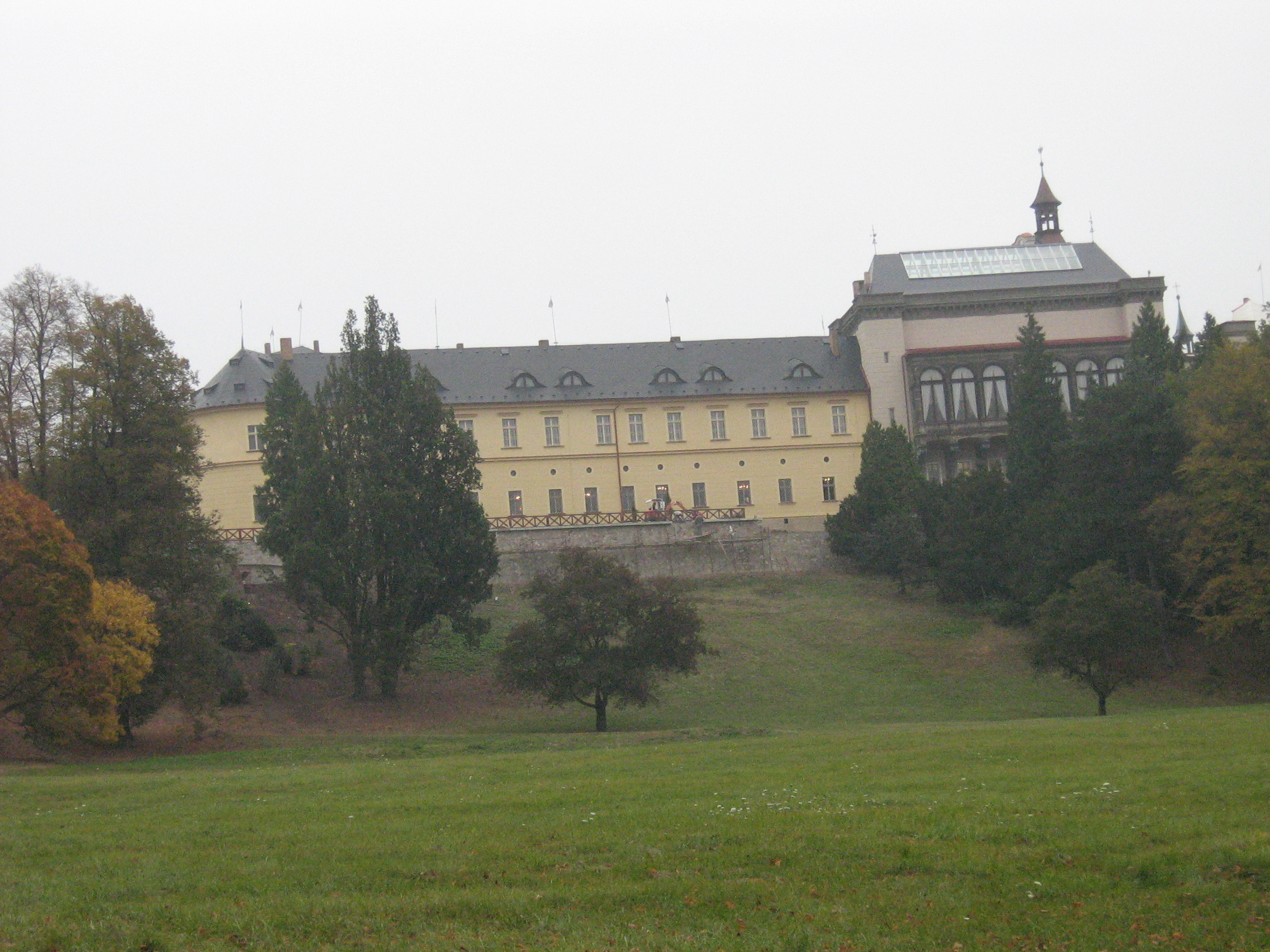
Schloss Zbiroh

- Schloss Zbiroh mit Schlosspark
- Kirche des Hl. Nikolaus

## Stadtteile
- Chotětín
- Jablečno
- Přísednice
- Třebnuška